# Robin Hood (film fra 1912)
 For alternative betydninger, se Robin Hood (flertydig). (Se også artikler, som begynder med Robin Hood)
Robin Hood er en amerikansk stumfilm fra 1912 af Herbert Blaché og Étienne Arnaud.

## Medvirkende
- Robert Frazer ... Robin Hood
- Barbara Tennant ... Maid Marian
- Alec B. Francis ... Sheriffen af Nottingham
- Julia Stuart ... Sheriff's Housekeeper
- Mathilde Baring ... Maid at Merwyn's
- Isabel Lamon ... Fennel
- Muriel Ostriche ... Christabel
- M. E. Hannefy ... Broder Tuck
- Guy Oliver ... Guy Oliver
- George Larkin ... Alan-a-Dale
- Charles Hundt ... Will Scarlet
- John Troyano ... Much
- Arthur Hollingsworth	... Richard the Lion-Hearted
- Lamar Johnstone ... Guy of Gisbourne
- John G. Adolfi ... Thomas Merwin
- Gonzalo Meroño ... Richard Steward
- Jaime Sánchez ... Matt Edward
- Adrián López ... John Murphy
- Pablo Alvarez Fraile ... Will Tuck[3]
- Alejandro Campillo Yañez ... Lamon Yañez Sarasa